# Texas Heeler

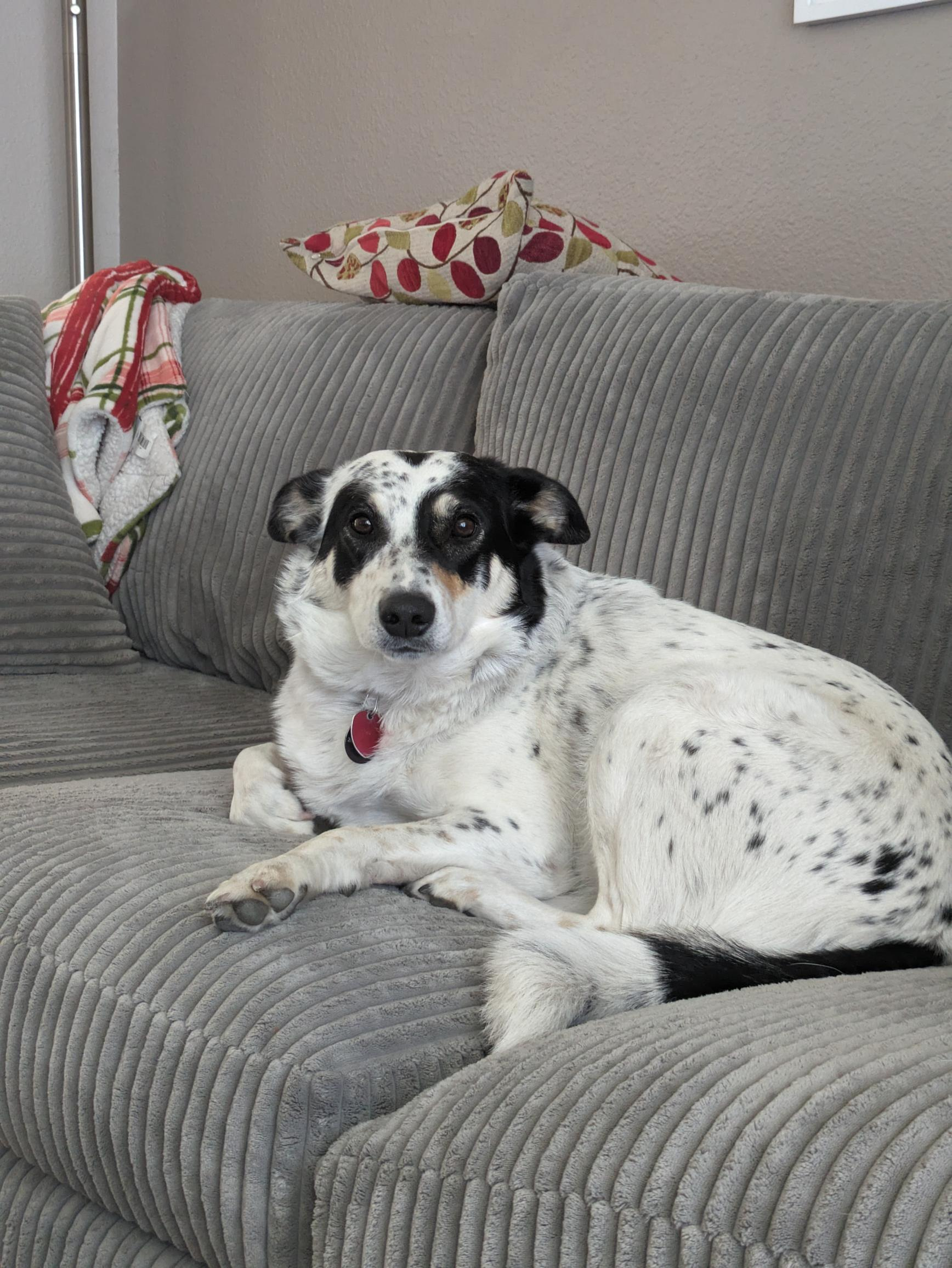
Um Texas heeler no sofá.

O Texas Heeler é um cão pastor mestiço encontrado principalmente no Texas. É um cruzamento entre o Boiadeiro australiano com pastor australiano, mas também pode ter uma pintada de Border Collie. Eles são criados principalmente por sua capacidade de trabalhar com o gado.  Antes comumente usados em fazendas, agora estão sendo usados em esportes caninos, como agility, Frisbee e obediência de rally.